# دوري الدرجة الأولى الأرجنتيني 1902
دوري الدرجة الأولى الأرجنتيني 1902 (بالإسبانية: Campeonato de Primera División 1902)‏ هو الموسم 11 من دوري الدرجة الأولى الأرجنتيني. أشرف على تنظيمه اتحاد الأرجنتين لكرة القدم، وكان عدد الأندية المشاركة فيه 5، وفاز فيه Alumni Athletic Club ‏.